# Pierre-Emmanuel Dalcin
Pierre-Emmanuel Dalcin nació el 15 de febrero de 1977 en Saint-Jean-de-Maurienne (Francia), es un esquiador que tiene 1 victoria en la Copa del Mundo de Esquí Alpino (con un total de 2 podiums).

## Resultados

### Juegos Olímpicos de Invierno
- 2002 en Salt Lake City, Estados Unidos
  - Descenso: 11.º
- 2006 en Turín, Italia
  - Descenso: 11.º

### Campeonatos Mundiales
- 2001 en Sankt Anton am Arlberg, Austria
  - Super Gigante: 9.º
  - Descenso: 15.º
- 2003 en St. Moritz, Suiza
  - Descenso: 15.º
- 2005 en Bormio, Italia
  - Descenso: 31.º
  - Super Gigante: 32.º
- 2007 en Åre, Suecia
  - Descenso: 19.º
- 2009 en Val d'Isère, Francia
  - Descenso: 18.º
  - Super Gigante: 22.º

### Copa del Mundo

#### Clasificación General Copa del Mundo
- 1999-2000: 87.º
- 2000-2001: 55.º
- 2001-2002: 36.º
- 2002-2003: 62.º
- 2003-2004: 58.º
- 2004-2005: 100.º
- 2005-2006: 77.º
- 2006-2007: 35.º
- 2007-2008: 85.º
- 2008-2009: 85.º
- 2009-2010: 141.º

#### Victorias en la Copa del Mundo (1)

##### Descenso (1)
| Fecha               | Lugar       |
| ------------------- | ----------- |
| 20 de enero de 2007 | Val d'Isère |